# Candy (film 1968)
Candy – film z 1968 roku w reżyserii Christiana Marquanda na podstawie powieści pod tym samym tytułem autorstwa Maxwella Kentona, czyli Terry’ego Southerna i Masona Hoffenberga (1958)

## Obsada
- Ewa Aulin – Candy
- Richard Burton – McPhisto
- Ringo Starr – Emmanuel
- Marlon Brando – Grindl
- Charles Aznavour – dzwonnik
- John Astin – T.M. Christian/Jack Christian
- James Coburn – dr A.B. Krankheit
- John Huston – dr Arnold Dunlap
- Walter Matthau – gen. R.A. Smight
- Elsa Martinelli – Livia
- Sugar Ray Robinson – Zero

## Muzyka
- "Child Of The Universe"' – The Byrds
- "Magic Carpet Ride" – Steppenwolf
- "Rock Me" – Steppenwolf

Autorem pozostałych 8 kompozycji (instrumentalnych) jest Dave Grusin.

## Nagrody i nominacje
Złote Globy 1968
- Odkrycie roku – aktorka – Ewa Aulin (nominacja)